# Sky High Survival
Sky High Survival (天空侵犯, Tenkū shinpan, litt. Survie de haut vol) est un seinen manga scénarisé par Tsuina Miura et dessiné par Takahiro Oba, prépublié entre décembre 2013 et avril 2019 sur l'application mobile Manga Box (en) de DeNA puis publié par Kōdansha en un total de 21 volumes reliés. La version française est publiée par Kana.
Une suite intitulée Sky High Survival : Next Level (天空侵犯arrive, Tenkū shinpan arrive) est prépubliée sur le site internet de Magazine Pocket entre le 28 juillet 2019 et le 24 avril 2021 et publiée par Kōdansha en un total de sept volumes reliés. La version française est également éditée par Kana.
Une adaptation sous forme d'ONA de douze épisodes produite par le studio Zero-G est mise en ligne sur Netflix le 25 février 2021.

## Synopsis
Yuri, qui se retrouve sans savoir comment sur le toit d'un gratte-ciel dans un monde qu'elle ne reconnaît pas, se fait aussitôt attaquer par un homme masqué et armé qu'elle réussit à esquiver. Le seul moyen sûr de se déplacer dans cette ville hostile est d'utiliser des ponts, reliant les toits des immeubles. Quitter ce monde dangereux, retrouver son frère et savoir qui sont ces hommes masqués et pourquoi ils l'attaquent deviennent alors la préoccupation majeure de Yuri. Elle découvre ensuite que ces gratte-ciel et les hommes masqués sont faits pour que les personnes se suicident en sautant des toits.

## Personnages
Yuri Honjō (本城遊理, Honjō Yuri)
Voix japonaise : Haruka Shiraishi (en), voix française : Charlotte Hervieux
Mayuko Nise (二瀬真由子, Nise Mayuko)
Voix japonaise : Shiki Aoki (en), voix française : Florine Orphelin
Kuon Shinzaki (新崎九遠, Shinzaki Kuon)
Voix japonaise : Akira Sekine (en), voix française : Adeline Chetail
Rika Honjō (本城理火, Honjō Rika)
Voix japonaise : Junya Enoki, voix française : Clément Moreau
Sniper Mask (スナイパー仮面, Sunaipā Kamen)
Voix japonaise : Yūichirō Umehara, voix française : Bastien Bourlé
Mamoru Aikawa (相川守, Aikawa Mamoru)
Voix japonaise : Jun Fukuyama
Yayoi Kusakabe (日下部弥生, Kusakabe Yayoi)
Voix japonaise : Yōko Hikasa
Kazuma Aohara (青原和真, Aohara Kazuma)
Voix japonaise : Kōji Yusa

## Manga
Sky High Survival est scénarisé par Tsuina Miura et dessiné par Takahiro Oba. Tsuina Miura avait l'idée d'un « monde où des gratte-ciel sont reliés par des ponts » depuis longtemps, étant elle-même sujet à la peur du vide. L'autrice tente également, notamment à travers le personnage de Yuri Honjo, de faire passer l'idée que le suicide n'est jamais une solution.
La série est prépubliée sur l'application Manga Box (en) de DeNA entre le 5 décembre 2013 et le 4 avril 2019,. Kōdansha publie la série en un total de 21 volumes reliés sortis entre le 9 mai 2014 et le 9 juillet 2019.
La version française est publiée par Kana en 21 tomes sortis entre le 8 juillet 2016 et le 19 février 2020. La version anglaise est publiée en Amérique du Nord par Seven Seas Entertainment sous le titre High-Rise Invasion en onze volumes doubles sortis entre le 12 juin 2018 et le 27 juillet 2021.
Une suite des mêmes auteurs intitulée Sky High Survival : Next Level (天空侵犯arrive, Tenkū shinpan arrive) est prépubliée sur le site internet de Magazine Pocket entre le 28 juillet 2019 et le 24 avril 2021 et publiée par Kōdansha en un total de sept volumes reliés sortis entre le 8 novembre 2019 et le 9 juin 2021,. La version française est éditée par Kana avec un premier tome sorti le 19 février 2021.

## Série télévisée d'animation

Logo original de lanime.

Le 26 octobre 2020, Netflix annonce lors de son Anime Festival une adaptation de la série sous forme d'ONA pour une sortie en février 2021. Mi-janvier 2021, Netflix révèle que la série sera disponible sur son service de streaming le 25 février 2021.
L'animation est produite par le studio Zero-G et réalisée par Masahiro Takata, avec Tōko Machida dans la composition de série, Yōichi Ueda en tant que character designer et Tatsuo et Youichi Sakai en tant que compositeurs de la musique de la série. Le générique d'ouverture, HON-NO, est interprété par Empire, tandis que le générique de fin, Watashi no Na wa Burū (わたしの名はブルー), est interprété par Have a Nice Day!.

### Liste des épisodes
| No | Titre en français                         | Titre original                                                                  | Date de 1re diffusion |
| -- | ----------------------------------------- | ------------------------------------------------------------------------------- | --------------------- |
| 1  | Un monde incompréhensible                 | わけわかんない、この世界 Wake Wakannai, Kono Sekai                              | 25 février 2021       |
| 2  | Mon nouvel objectif                       | 見つかった、新しい目標が Mitsukatta, Atarashii Mokuhyō ga                       | 25 février 2021       |
| 3  | Pardon, Mayuko Nise                       | ごめんね、二瀬真由子さん･･･ Gomen ne, Nise Mayuko-san...                        | 25 février 2021       |
| 4  | Jamais je ne capitulerai                  | こんな世界になんて負けない Konna Sekai ni Nante Makenai                         | 25 février 2021       |
| 5  | L'arme absolue                            | あれはとんでもない最終兵器' Are wa Tondemonai Saishū Heiki'                     | 25 février 2021       |
| 6  | Proche de Dieu                            | 『完全なる神』になれば･･･ Kanzen Naru Kami" ni Nareba...                        | 25 février 2021       |
| 7  | Mettre fin à ce monde                     | この領域を終わらせる Kono Ryōiki o Owaraseru                                    | 25 février 2021       |
| 8  | J'ai renoncé à mon humanité, sans regrets | 人間を捨てちゃった･･･けどそれでもいい Ningen o Sutechatta... Kedo Sore de mo Ii | 25 février 2021       |
| 9  | Qui aura la vie la plus cool ?            | どちらがカッコいい生き方をするのか Dochira ga Kakko Ii Ikikata o Suru no ka     | 25 février 2021       |
| 10 | Notre ennemi qui sème le chaos            | 敵は『混沌を望む者』 Teki wa "Konton o Nozomu Mono"                             | 25 février 2021       |
| 11 | La justice, c'est moi !                   | 我こそが正義！ Ware Koso ga Seigi!                                              | 25 février 2021       |
| 12 | L'invasion des gratte-ciel                | これこそが天空侵犯 Kore Koso ga Tenkū Shinpan                                   | 25 février 2021       |